# Brachystelma alpinum
Brachystelma alpinum är en oleanderväxtart som beskrevs av Robert Allen Dyer. Brachystelma alpinum ingår i släktet Brachystelma och familjen oleanderväxter. Inga underarter finns listade i Catalogue of Life.